# 龚壮
龚壮（?—?），东晋十六国时成汉巴西郡（治今四川阆中）人，字子玮。
龚壮的父亲、叔父都被李特所杀，龚壮想要报仇，因力弱不能复仇隐居山中，多年不脱丧服。李特的侄子李寿多次以礼征召，龚壮不应召。成玉恒四年（338年）龚壮前往拜见李寿，利用李寿与李特之孙、成国皇帝李期之间的矛盾，使李寿杀李期报私仇。李寿因李期滥杀无辜，向龚壮询问自我保全的方法。龚壮说：“巴蜀之民本是晋朝的臣民，节下若能发兵西取成都，向晋朝称藩，谁不争着做您的前驱！如此福延子孙，名垂不朽。”李寿听从龚壮之言，取成都，废李期自立为汉皇帝。李寿用安车、束帛征召龚壮任太师，龚壮誓死不肯出仕，对李寿所馈赠的礼物，一概不接受。八月，蜀地阴雨连绵，百姓饥荒，疫病流行。龚壮上封事还是劝说李寿向晋朝称臣，李寿不采纳。
汉兴三年（340年），后赵天王石虎写信给汉皇帝李寿，想和他联军南犯东晋，约定平分江南之地。李寿大为高兴，派散骑常侍王嘏、中常侍王广出使后赵。龚壮规谏：“陛下与胡虏结盟，怎比得上与晋朝结盟？胡虏是豺狼，灭晋之后，我们不得不北面称臣侍奉他，若和他们争天下，我们和他强弱不敌，处于危亡的境地。虞国、虢国的往事，就是教训，希望陛下深思熟虑。”李寿于是停止攻伐东晋的举动。龚壮认为人的品行最重要的是忠孝，已经为父亲、叔父报仇，又想让李寿侍奉晋室，李寿不听。龚壮便假称耳聋，手不能拿东西，辞职归乡，以读书写作自娱，终身不再去成都。一心考究经典，构画文章，著有《近德论》等。

## 延伸阅读
[在维基数据编辑]
 《晉書·卷094》，出自房玄齡《晉書》